# Township (New Jersey)
 (novembre 2022).
Si vous disposez d'ouvrages ou d'articles de référence ou si vous connaissez des sites web de qualité traitant du thème abordé ici, merci de compléter l'article en donnant les références utiles à sa vérifiabilité et en les liant à la section « Notes et références ».
Pour les articles homonymes, voir Township.
Dans l'État américain du New Jersey, le township constitue l'un des cinq types et l'une des onze formes de gouvernement municipal. En tant qu'entité politique locale, un township du New Jersey est une municipalité à part entière et se situe à égalité avec n'importe quel autre town (en), city, borough ou village (en).

## Description
Les municipalités du New Jersey peuvent être classées en cinq types, dont les townships font partie. 
Les townships perçoivent les impôts fonciers et fournissent des services tels que l'entretien des routes, la collecte des ordures, l'eau, les égouts, les écoles, la police et la protection contre les incendies. La forme de gouvernement local de township est utilisée par 27% des municipalités du New Jersey et un peu plus de 50% de la population de l'État y réside[réf. nécessaire].
Les township du New Jersey diffèrent des township du reste des États-Unis. Dans de nombreux États, les township peuvent être une forme intermédiaire de gouvernement, entre le gouvernement du comté et les municipalités qui sont des parties subordonnées du township, avec différentes responsabilités de gouvernement local attribuées à chaque niveau. Dans le New Jersey, il n'existe pas de municipalités subordonnées situées dans un township, car les townships sont équivalents à toutes les autres formes de municipalités locales[réf. nécessaire].
Les townships peuvent conserver la forme de gouvernement des townships ou adopter l'une des formes modernes de gouvernement, qui ne se limitent pas à un type particulier de municipalité. Dans le New Jersey, le nom d'une municipalité (comme X Township) n'est pas nécessairement une indication de sa forme de gouvernement[réf. nécessaire].
Sur les panneaux routiers, le township est souvent abrégé TWP ou Twp. Certains documents officiels l'abrègent en « Twsp »[réf. nécessaire].

## Organisation
La forme de gouvernance du township dans le New Jersey consiste en un comité de township de trois à cinq membres généralement élu lors d'élections partisanes. Lors de sa réunion d'organisation, tenue après une élection, le comité choisit un de ses membres élus pour occuper le poste de maire et présider les réunions. Les autres membres du comité du township servent de commissaires de divers départements du township, supervisant le travail de ces zones ainsi que les questions législatives générales[réf. nécessaire].
Certains maires de cette forme de gouvernement supervisent également des départements spécifiques. Le maire dans cette forme de gouvernement est principalement cérémoniel et a le même pouvoir que les autres membres du comité du township. Le maire détient les pouvoirs dévolus à tous les maires en vertu de la loi de l'État. Un membre du comité communal est élu maire adjoint (en) chaque année. Certaines villes avec cette forme de gouvernement font tourner le bureau du maire chaque année, tandis que d'autres élisent le même maire pendant 2 à 3 ans de suite[réf. nécessaire].

## Cadre juridique
Historiquement, diverses lois ont été adoptées par la législature de l'État qui ont défini et affiné la forme de gouvernement municipal du township :
Le Township Act de 1798 (en) a été la première législation d'État à incorporer des municipalités. Le gouvernement défini était une forme de démocratie directe, similaire à l'assemblée municipale de la Nouvelle-Angleterre, dans laquelle le vote était disponible pour tous les hommes blancs, âgés d'au moins 21 ans, citoyens du New Jersey et résidents du township depuis au moins six mois; et qui payaient des impôts dans le township, ou qui possédaient des terres, ou louaient une maison dans le township pour un loyer d'au moins cinq dollars par an. Un groupe de cinq propriétaires fonciers a été élu pour un mandat d'un an au comité du township, qui était chargé de superviser la dépense des revenus entre les réunions municipales.
Le Township Act de 1899 abolit l'assemblée municipale et renforcé le rôle du comité de township, initialement fixé à trois et modifié pour permettre l'élargissement à cinq membres. Les membres ont été élus pour des mandats échelonnés de trois ans.
Le Home Rule Act de 1917 définissait légalement le terme « municipalité » et reconnaissait cinq types de gouvernement : borough, township, city, town (en) et village (en) et accordait à chacun un statut juridique égal.
Le Township Act de 1989 simplifie la loi de 1899, très modifiée. Il conserve un comité de township de trois ou cinq membres pour des mandats échelonnés, dont les membres sont généralement élus au sens large. Le comité élit un maire parmi ses membres pour un mandat d'un an. Les élections partisanes sont autorisées en vertu de cette loi. Les électeurs peuvent lancer un référendum pour modifier la composition afin qu'elle se compose de 3 ou 5 membres. Bien que de nombreux comités de township supervisent directement le fonctionnement de leur municipalité, la loi révisée permet au comité de déléguer tout ou partie de ses responsabilités à un administrateur municipal nommé.
Un certain nombre de municipalités sont passées au type de township, ou à la forme de gouvernement du township, entre 1979 et 1982. Une loi fédérale, la loi de 1972 sur l'assistance fiscale des États et des collectivités locales, fourni un financement aux États à répartir entre les gouvernements des États et les municipalités. En 1981, les États ont été retirés du programme et la loi a été modifiée pour fournir des subventions directes à la forme la plus populaire de gouvernement local aux États-Unis - les townships. Dans le seul comté d'Essex, 11 administrations municipales ont changé de forme ou de nom pour pouvoir profiter du programme.